# Zur Strecke gebracht
Zur Strecke gebracht ist ein deutscher Detektiv- und Kriminalstummfilm von Harry Piel aus dem Jahre 1917.

## Handlung
Joe Ralay arbeitet als persönlicher Sekretär für die Jungmillionärin Mabel Brown. Als ein Doppelgänger von ihm mehrere Verbrechen verübt, gerät Ralay unter Verdacht. Detektiv Brown (manche Quellen sagen: Braun) wird eingeschaltet. Er kann bald die Unschuld Ralays beweisen und den wahren Täter dingfest machen.

## Produktionsnotizen
Zur Strecke gebracht wurde im Frühjahr 1917 gedreht. Der Film passierte die Zensur im Mai 1917 und wurde im Augen 1917 im Tauentzienpalast uraufgeführt. Der Film besaß fünf Akte und war 1687 Meter lang. In Österreich war die Aufführung für den 8. Februar 1918 vorgesehen.

## Kritik
Paimann’s Filmlisten resümierte: „Stoff, Spiel, Photos und Szenerie sehr gut. Tanz und Radfahr-Sprungszene ausgezeichnet.“